# 戈尔戈哈尔矿业和工业公司
戈尔戈哈尔矿业和工业公司（波斯語：شرکت معدنی و صنعتی گل‌گهر）是一家伊朗矿业公司，成立于1991年，总部位于克尔曼省锡尔詹市。

## 历史
戈尔戈哈尔矿业和工业公司于1991年在锡尔詹注册处以409号登记，初始资本为1000亿伊朗里亚尔。1993年，公司获得了经营许可证。1994年，戈尔戈哈尔矿区1号区开始采矿作业。2003年，根据普通股东大会决定，公司从私人股份公司转变为公众股份公司。2004年，公司股票以"GOLG1"的代码在德黑兰证券交易所上市。

## 产品
公司的业务包括两个阶段。第一阶段是从戈尔戈哈尔矿区开采铁矿石。第二阶段包括在其各个工厂将原始铁矿石加工成次级产品，如球团矿、直接还原铁、铁矿石精矿和半成品铸造产品。

## 制裁
2020年，美国财政部因其针对伊朗金属工业而对戈尔戈哈尔矿业和工业公司实施了制裁。